# Juan Pablo Rodríguez (futbolista argentino)
Juan Pablo Rodríguez (San Juan, Argentina; 18 de enero de 2003) es un futbolista argentino. Juega de defensa central y su equipo actual es el Carolina Core FC de la MLS Next Pro.

## Trayectoria
Rodríguez entró a lass inferiores del CA Lanús a los 13 años, y aunque fue citado al primer equipo no logró debutar.
En marzo de 2024, fue fichado en el Carolina Core FC de la MLS Next Pro estadounidense.

## Selección nacional
Fue seleccionado juvenil por Argentina.

## Estadísticas
Actualizado al último partido disputado el 24 de marzo de 2024.
| Club                            | Div.          | Temporada     | Liga  | Liga  | Copas nacionales | Copas nacionales | Copas internacionales | Copas internacionales | Total | Total |
| Club                            | Div.          | Temporada     | Part. | Goles | Part.            | Goles            | Part.                 | Goles                 | Part. | Goles |
| ------------------------------- | ------------- | ------------- | ----- | ----- | ---------------- | ---------------- | --------------------- | --------------------- | ----- | ----- |
| Carolina Core FC Estados Unidos | 3.ª           | 2024          | 2     | 0     | 1                | 0                | —                     | —                     | 3     | 0     |
| Carolina Core FC Estados Unidos | Total club    | Total club    | 2     | 0     | 1                | 0                | 0                     | 0                     | 3     | 0     |
| Total carrera                   | Total carrera | Total carrera | 2     | 0     | 1                | 0                | 0                     | 0                     | 3     | 0     |